# Shakespeare Programming Language
Die Shakespeare Programming Language (SPL) ist eine von Karl Hasselström und Jon Åslund im Jahre 2001 entwickelte imperative esoterische Programmiersprache (Computersprache), welche in C realisiert wurde und zu den am schwersten erlernbaren Programmiersprachen gehört. Ähnlich wie bei der Programmiersprache Chef sieht ein SPL-Programm wie etwas ganz anderes aus: Ein SPL-Programm sieht auf den ersten Blick aus, als wäre es ein Drama von William Shakespeare und folgt dessen typischem Aufbau. Jedoch heißt dies keineswegs, dass Shakespeares Originalwerke als SPL aufgefasst werden können und kompilierbar wären.
SPL demonstriert deutlich, dass ein funktionsfähiges Programmiersprachenkonzept nicht konventionellen Vorstellungen folgen muss. Struktur sowie Schlüsselwörter müssen prinzipiell nur einem festen Schema entsprechen, um eine eindeutige Interpretation zu erlauben, unabhängig davon, wie lesbar oder logisch der Programmtext einem Menschen erscheint. Umgekehrt sind SPL-Programme auch für Menschen, die nicht programmieren können, sehr einfach zu lesen, und zwar als Drama. Die Bedeutung für den (nichteingeweihten) Menschen und für den Computer gehen hier komplett auseinander; zwei Bedeutungen überlagern sich. Daher wird SPL gerne in der Lehre als Beispiel für Sprachdesign verwendet.
Auf welche Weise sich die beiden Bedeutungen überlagern, welche Elemente aus den Dramen Shakespeares welchen Elementen einer Programmiersprache entsprechen, wird im Folgenden dargestellt.

## Basiswissen
Die Shakespeare Programming Language ist im Hinblick auf die Syntax besonders, da sie nicht wie sämtliche andere Programmiersprachen aus arithmetischen und festgelegten Zeichen basiert, sondern dem Entwickler bei seinem Programm sehr viel Freiheit lässt. Oft hat der Entwickler die Möglichkeit, die gleiche Programmfunktionalität durch das Austauschen von realsprachlichen Elementen wie z. B. Nomen oder Adjektiven zu erreichen.
Darüber hinaus ist die Programmiersprache an William Shakespeare orientiert (man kann sozusagen in Dramenform programmieren), was sie zugleich einzigartig, aber auch gewöhnungsbedürftig macht.
Die folgenden Beispiele sind aus dem ersten Programm in SPL – dem Hallo-Welt-Programm. Es lassen sich jedoch auch komplexere Programme wie z. B. ein Programm zur Primzahlermittlung programmieren, wie der Entwickler in seiner Dokumentation anhand einiger Beispiele demonstriert.

## Funktionsweise

### Der Titel
Die erste Zeile eines jeden „Dramenstücks“ in SPL ist der Titel. Dieser kann frei gewählt werden und verleiht dem Stück etwas mehr Ordnung und Übersicht. Da er frei gewählt werden kann, erkennt der Compiler ihn bloß als Kommentar und beeinflusst daher nicht die Programmfunktionalität. Demzufolge ist der Titel optional, die Entwickler geben jedoch zu bedenken, dass ein Programm ohne Titel so schlecht programmiert wie ein Drama ohne Titel schlecht geschrieben sei.
Beispiel:
```
The Infamous Hello World Program
```

### Die Charaktere (Dramatis Personæ)
Wie in jedem Shakespeare-Drama auch, müssen am Anfang zunächst die Personen festgelegt werden. Diese sind die ersten Codezeilen, die vom Compiler als Deklarationsanweisungen erkannt werden und erkannt werden müssen, damit die formalen Aspekte einer Programmiersprache gewährleistet werden können.
Aufgelistet werden alle Charaktere des Stücks, welchen stets eine kurze Beschreibung folgt.
Beispiel:
```
Romeo, a young man with a remarkable patience.
Juliet, a likewise young woman of remarkable grace.
Ophelia, a remarkable woman much in dispute with Hamlet.
Hamlet, the flatterer of Andersen Insulting A/S.
```

Die Charaktere sind vergleichbar mit signed Integer-Variablen bzw. Chars, die mittels betriebssystemspezifischen Zeichensatztabellen eindeutig numerischen Werten zugeordnet werden können. Die folgende Beschreibung des Charakters ist verpflichtend, wird jedoch vom Parser ignoriert. Verwendet werden können nur Charaktere, welche auch in Shakespeare-Dramen eine Rolle spielen, also zumeist Romeo, Juliet, Hamlet, Othello, Macbeth, King Lear usw. Gültige Charaktere werden anhand einer beigelegten Wörterliste erkannt, welche aktuell 152 Charaktere umfasst.

### Akte und Szenen
Nach der Deklaration der Variablen respektive Charaktere folgen der Abfolge eines Dramas entsprechend „Act I“ und „Scene I“, welche jeweils mit Titeln versehen sind. Wie bereits beim Programmtitel werden diese vom Compiler lediglich als Kommentar betrachtet; „Act“ und „Scene“ werden jedoch nach dem Kompilieren in C als Sprungmarke betrachtet, zu denen mittels „GOTO“-/Sprunganweisungen gesprungen werden kann.
Analog zum Titel sind Akte und Szenen zur erfolgreichen Kompilierung nicht zwingend erforderlich. Sie sind jedoch nicht optional im Interesse des Programmierers, da sowohl jeder Programmierer in SPL als auch jeder Dramenautor dazu verpflichtet sein sollte, sein Programm/Werk in Akte und Szenen zu strukturieren, damit die Lesbarkeit und Übersichtlichkeit gewährleistet werden kann.
Beispiel:
```
Act
 
I: Hamlet’s insults and flattery.
Scene
 
I: The insulting of Romeo.
```

### Enter, Exit und Exeunt
Jede Szene in jedem Akt wird eingeschlossen von Schlüsselwörtern, welche die Szene eröffnen bzw. schließen. Diese heißen wie in einem Drama, welches in Frühneuenglisch geschrieben wurde, zu Beginn „[Enter]“, „[Exit]“ und „[Exeunt]“.
Um einen Charakter sprechen zu lassen und dadurch dafür zu sorgen, dass das Programm etwas ausführt, müssen die Charaktere der Logik zufolge auf der Bühne stehen. Charaktere, welche andere bereits auf der Bühne stehende Charaktere mit „you“, „thou“ oder einem jeden anderen Pronomen der zweiten Person ansprechen, müssen ebenfalls auf der Bühne platziert sein. Auf die Bühne kommen Charaktere durch die Festlegung ihrer im „[Enter]“-Befehl als eine Art Parameter.
Beispiel:
```
[Enter Hamlet and Romeo]
```

Entsprechend treten Charaktere auch wieder von der Bühne ab. Dies geschieht entweder mit dem „[Exit]“- oder dem „[Exeunt]“-Befehl. Tritt eine Figur ab, muss diese hinter dem „[Exit]“ erwähnt werden, z. B. „[Exit Romeo]“. Treten jedoch zwei oder mehr Charaktere gleichzeitig ab, muss der „Exeunt“-Befehl verwendet werden.
Eine Sondersituation stellt das Ende einer Szene dar: In diesem Fall treten häufig alle dargestellten Personen ab. Dafür genügt ein einziges „[Exeunt]“ ohne sämtliche Parameter, um dem Compiler dies mitzuteilen.
Gibt man einem Charakter, der bereits auf der Bühne ist, einen „Enter“-Befehl oder einem abwesenden Charakter ein „Exit“, so meldet der Compiler einen Laufzeitfehler.
Beispiel:
```
[Exeunt]
[Exeunt Hamlet and Romeo]
```

### Dialog/Anweisungen
Wie im wirklichen Drama ist auch in SPL der Dialog zumeist Grundlage von jeglichen Anweisungen. Hierbei sind einfache Anweisungen wie Zuweisungen von arithmetischen und aussagenlogischen Ausdrücken und Prozeduranweisungen (Eingabe und Ausgabe), aber auch strukturierte Kontrollanweisungen (Sprunganweisungen oder bedingte Anweisungen) zulässig. Ein Dialogteil eines einzelnen Charakters besteht aus einem Charakternamen, einem Doppelpunkt sowie einem oder mehreren Sätzen, die die konkreten Anweisungen darstellen.
Beispiel:
```
Hamlet: You lying stupid fatherless big smelly half-witted coward!
You are as stupid as the difference between a handsome rich brave
hero and thyself! Speak your mind!
```

#### Literale
Literale oder Konstanten sind in SPL durch eine Wortliste definiert, von denen es insgesamt drei Stück gibt: negatives Nomen, neutrales Nomen und positives Nomen. Jedes englische Wort aus der gleichen Wortlistenfamilie lässt sich synonym verwenden. Somit entsprechen die Literale vordefinierten literarischen Konstanten, denen nach folgenden Kriterien numerische Werte zuzuordnen sind:
- Jedes Nomen ist grundsätzlich eine Konstante mit dem Wert 1 oder −1.
- Der genaue Wert hängt davon ab, ob das Nomen negativ oder positiv konnotiert ist oder man keine Aussage über seine transferierende Gefühlsstimmung machen kann:
  - „flower“ ist z. B. eine Konstante mit dem Wert 1.
  - „pig“ oder „negation“ hätte entsprechend −1.
  - „tree“ ist z. B. neutral, da es keine bestimmte Gefühlsstimmung transferiert und hat dementsprechend den Wert 1.

Adjektive genießen in SPL ebenfalls eine besondere Berücksichtigung. Auch sie sind über Wortlisten in die drei Kategorien negativ, neutral und positiv eingeteilt:
- Jedes Adjektiv muss von der Stimmung her mit dem Nomen korrespondieren. Eine „stinking flower“ ergibt aus shakespearischer Sicht auch wenig Sinn.
- Jedes vorangeschaltete Adjektiv multipliziert das Nomen mit zwei.

#### Zuweisungen
Die von anderen Programmiersprachen bereits bekannte Variablenzuweisung und der Zugriff auf diese Variablen (in SPL dargestellt durch die Charaktere von Shakespeares Werken) wird in SPL folgendermaßen umgesetzt:
- Es ist für Variablenzuweisungen ausschließlich eine Nennung eines Pronomens in zweiter Person (namentlich „you“, „thee“ und „thou“) gefolgt von einem Ausdruck zulässig. Dieser Ausdruck lässt sich wie folgt in zwei Kategorien einteilen:
  - Zuweisung eines Literals: In dem Fall weist das Programm dem anderen Charakter ein direktes Literal in Form eines Nomens mit optionalem Adjektiv davor zu. Der jeweils andere Charakter, der sich auf der Bühne befindet, überschreibt den bisherigen Wert in seinem Stack mit dem Wert des Literals.You lying stupid fatherless big smelly half-witted coward!
In diesem Fall wird der Stack des angesprochenen Charakters um den Wert −64 erweitert.
  - Zuweisung eines Ausdruckes: In diesem Fall weist das Programm dem anderen Charakter das Ergebnis eines arithmetischen Ausdruckes (s. u.) zu. Dafür ist es zwingend notwendig einen Zuweisungsoperator anzugeben, der in der Form „as [any adjective] as“ zwischen der Variablen und dem Ausdruck zu platzieren ist.You are as stupid as the difference between a handsome rich brave hero and thyself!
Dieses Beispiel erläutert zeitgleich noch, dass die Werte bisheriger Variablen in Berechnungen verwendet werden können. Gültig sind die Reflexivpronomen „thyself“, „yourself“ and „myself“. Wenn man annähme die andere Person hieße „Hamlet“, so entspräche obige Anweisung folgender Zuweisung: „Hamlet = 8 – Hamlet“.

#### Ausdrücke
Durch oben beschriebene Methodik wäre SPL nur in der Lage beliebige natürliche Potenzen zur Basis 2 respektive das zur Addition invertierte von diesem auszudrücken. Daher wurde in SPL die Möglichkeit geschaffen arithmetische und aussagenlogische Ausdrücke zu implementieren.

##### Arithmetische Ausdrücke
Ein arithmetischer Ausdruck besteht aus vorher definierten englischen Wörtern, die mathematische Operationen beschreiben, so sind z. B. die vier mathematischen Grundrechenarten „difference“, „sum“, „product“ und „quotient“, aber auch erweiterte Ausdrücke, wie „square“ oder „cube“ zulässig. Diese Operationen lassen sich beliebig mit „and“ verknüpfen und erfordern entsprechende sprachliche Korrektheit. Zwischen den arithmetischen Ausdrücken müssen sich entweder Literale oder Variablen befinden:
Ein etwas komplizierteres Beispiel:
```
„the difference between the square of the difference between my little pony and your big hairy hound and the cube of your sorry little codpiece“
```

Zunächst ersetzt man die Konstanten durch Zahlen. Der Satz verändert sich somit in:
```
„the difference between the square of the difference between 2 and -4 and the cube of −4“
```

Nun ist die Differenz zwischen 2 und -4 6 und die dritte Potenz von −4 ist (−4)3 (= −64). Da das Quadrat von 6 = 36 ist, kommt man unter dem Strich zu „the difference between 36 and −64“, was genau 100 entspricht.
So ist „the difference between the square of the difference between my little pony and your big hairy hound and the cube of your sorry little codpiece“ = 100.

##### Aussagenlogische Ausdrücke
Vergleiche bestehen aus aussagenlogische Ausdrücke, die einen booleschen Rückgabewert haben. Seien {\displaystyle X} und {\displaystyle Y} beliebige ordinale Datentypen:
- „is {\displaystyle X} as good as {\displaystyle Y}“ testet auf {\displaystyle X} = {\displaystyle Y}.
- „is {\displaystyle X} better than {\displaystyle Y}“ testet auf {\displaystyle X} > {\displaystyle Y}.
- „is {\displaystyle X} worse than {\displaystyle Y}“ testet auf {\displaystyle X} < {\displaystyle Y}.

Für „better“ kann auch jeglicher anderer positiver Vergleichskomperator, wie „bigger“, „fresher“, „friendlier“, „nicer“ oder „jollier“, verwendet werden.
Für „worse“ kann auch jeglicher anderer negativer Vergleichskomperator, wie „punier“ oder „smaller“ verwendet werden.
Wenn das Testergebnis invertiert werden soll, so kann dies durch ein „not“ umgesetzt werden, wie z. B. „not as good as“ oder „not better than“.

#### Eingabe und Ausgabe
Hierbei kann ein anderer Charakter mittels „Open your heart“ oder „Speak your mind“ dazu aufgefordert werden den Wert seiner Variablen entweder im ersten Fall numerisch oder im zweiten Fall als Zeichen, abhängig vom Zeichensatz des Computers, auf den Bildschirm auszugeben. So sind mehrere fortlaufende Berechnungen und das stückweise Ausgeben von Zeichen für z. B. die Zeichenkette „Hello world!“ mit nur einer Variable möglich.
Entsprechend korrespondierend verhält es sich mit der Eingabe von Werten: „Listen to your heart.“ ermöglicht die Zuweisung eines numerischen Wert an den angesprochenen Charakter, während „Open your mind.“ für ein Zeichen verwendbar ist. Das Eingeben der Werte kann über jegliches unterstütztes Eingabegerät erfolgen, üblich geschieht dies über die Tastatur.

#### Kontrollanweisungen

##### Sprunganweisungen
Der aus der Informatik häufig als „GOTO“ bekannte Befehl ermöglicht hierbei die einfachste Iteration und fand nur in älteren Systemen eine Verwendung und wird heutzutage fast ausschließlich durch die wesentlich strukturierteren und vereinfachten Schleifen (z. B. Zählschleifen oder kopf- bzw. fußgesteuerte Schleifen) ersetzt. Dennoch gibt es in SPL die Möglichkeit eines GOTO-Befehls, da eine einfache Implementationsmöglichkeit einer Sprunganweisung als ein essentieller Faktor für die Klassifizierung als Programmiersprache angesehen wird.
Die Realisierung in SPL erfolgt durch die Schlüsselbegriffe „Let us“, „We shall“ oder „We must“ gefolgt von „Return to scene [Roman numeral]“ oder „Proceed to [Roman numeral]“ und bedeutet, dass man zu der entsprechend angegebenen Szene springen soll. Hierbei gilt es zu beachten, dass nur ein Springen innerhalb eines Aktes möglich ist, jedoch nicht zwischen mehreren Akten.

##### Bedingte Anweisungen
Bedingte Anweisungen bestehen aus zwei Hauptfragmenten, wie im folgenden Beispiel ersichtlich:
```
Juliet:

 Am I better than you?

Hamlet:

 If so, let us proceed to scene III.

```

Zuerst wird eine Frage gestellt, die einen Vergleich darstellt (aussagenlogischer Ausdruck) und entweder einen wahren oder einen falschen Rückgabewert hat (in der Informatik bezeichnet man dies als eine Boolesche Variable).
Danach folgt eine konditionale Aussage, beginnend mit „if so“ oder „if not“ und einem Komma. Der Satz dahinter wird nur dann ausgeführt, wenn die vorherige Aussage wahr ist (bzw. im Falle der Verwendung von „if not“ entsprechend falsch ist).

## Compiler

Aufbau der Schritte zum Kompilieren von SPL

Die Entwickler von SPL haben keinen eigenen Compiler für SPL geschrieben, jedoch einen Übersetzer von SPL zu C, dieser konvertiert also die SPL Syntax in eine gültige C Syntax mit folgenden unter Linux ausführbaren Befehlen:
```
./spl2c
 
<
 
hello.spl
 
>
 
hello.c
gcc
 
-c
 
hello.c
g++
 
hello.o
 
libspl.a

```

Im ersten Schritt wird mit dem vom Entwickler bereitgestellten Programm „spl2c“ der Programmcode von SPL nach C konvertiert, anschließend wird dieser im zweiten Schritt mit dem C-Compiler gcc und mithilfe der vom Entwickler bereitgestellten Header-Datei „spl.h“ kompiliert. Im letzten Schritt wird dann das kompilierte Programmmodul „hello.o“ mit einer ebenfalls vom Entwickler bereitgestellten Bibliothek „libspl.a“ gelinkt und ein ausführbares Programm ist entstanden.